# ネマニャ・マイドフ
ネマニャ・マイドフ（Nemanja Majdov、1996年8月10日- ）は、セルビアの柔道家。階級は90kg級。身長183cm。ボスニア・ヘルツェゴビナのスルプスカ共和国イストチノ・サラエヴォ出身。別表記姓マジドフ。

## 人物
厳格な父親の下で兄とともに柔道を始めた。なお、母親は医学博士である。2013年のヨーロッパカデ73kg級で2位になるが、世界カデでは7位だった。2014年にはヨーロッパジュニアの81kg級で優勝するも世界ジュニアでは7位にとどまった。2016年にはヨーロッパジュニアで2度目の優勝を飾った。その後階級を90kg級に上げてグランプリ・アブダビとU23ヨーロッパ選手権で3位に入った。2017年のヨーロッパ選手権では7位だった。世界ランキング23位で出場した世界選手権では、初戦で元世界チャンピオンであるキューバのアスレイ・ゴンサレスを破るなどして準決勝まで進むと、地元ハンガリーのトート・クリスティアーンをGSに入ってから背負投の技ありで破った。決勝ではスロベニアのミハエル・ジュガンクをGSに入ってから指導2で下して、伏兵ながらセルビアの選手として初めてとなる世界チャンピオンとなった。これが評価されて、父親はヨーロッパの2017年最優秀男性コーチに選ばれた。2018年の世界選手権では初戦で敗れた。2019年に東京で開催された世界選手権では準決勝でオランダのノエル・ファントエンドに敗れるも3位になった。2021年7月に日本武道館で開催された東京オリンピックでは初戦で敗れた。2023年のヨーロッパ選手権では、決勝でオリンピックチャンピオンであるジョージアのラシャ・ベカウリを破って優勝した。2024年7月の世界選手権では7年ぶりに決勝まで進むも、田嶋剛希に移腰（櫓投げ）の技ありで敗れて2位にとどまった。続くパリオリンピックでは初戦でギリシャのテオドロス・ツェリディスに反則負けを喫した。しかし、マイドフはこの判定に納得がいかず畳に居座り抗議したものの判定は覆らなかった。9月にIJFは、この試合前に十字を切る宗教的行為を示したこと及び柔道衣を脱ぎ捨てたことがIJFの定める倫理規定に違反したとして、マイドフに5か月間の出場停止処分を科した。これに対してマイドフは、自身の行為を謝罪するつもりはないことを明らかにした。なお、マイドフは過去にも2度ほど宗教的行為に関与したとして、IJFから警告を受けていた。
IJF世界ランキングは5093ポイント獲得で2位(24/5/20現在)。

## 主な戦績
73kg級での戦績
- 2013年 - ヨーロッパカデ 2位
- 2013年 - 世界カデ 7位

81kg級での戦績
- 2014年 - ユースオリンピック 5位
- 2014年 - ヨーロッパジュニア 優勝
- 2014年 - 世界ジュニア 7位
- 2016年 - ヨーロッパジュニア 優勝

90kg級での戦績
- 2016年 - グランプリ・アブダビ 3位
- 2016年 - U23ヨーロッパ選手権 3位
- 2017年 - ヨーロッパ選手権 7位
- 2017年 - グランプリ・カンクン 3位
- 2017年 -　世界選手権 優勝
- 2018年 -　グランプリ・アンタルヤ 2位
- 2018年 - ヨーロッパ選手権 2位
- 2018年 -　グランプリ・フフホト 5位
- 2018年 - 地中海競技大会 2位
- 2018年 - グランプリ・ザグレブ 3位
- 2019年 - グランプリ・マラケシュ 優勝
- 2019年 - グランドスラム・バクー 優勝
- 2019年 - グランプリ・フフホト 2位
- 2019年 - 世界選手権 3位
- 2019年 - グランドスラム・ブラジリア 3位
- 2019年 - ワールドマスターズ 3位
- 2020年 - ヨーロッパ選手権 2位
- 2021年 -　ヨーロッパ選手権 5位
- 2021年 -　グランドスラム・カザン 3位
- 2022年 -　グランドスラム・テルアビブ 2位
- 2022年 -　グランドスラム・アブダビ　3位
- 2022年 -　グランドスラム・バクー　2位
- 2023年 - ヨーロッパ選手権　優勝
- 2024年 - 世界選手権　2位

（出典、JudoInside.com）